# Австрія на зимових Олімпійських іграх 2006
Австрія на зимових Олімпійських іграх 2006 була представлена 73  спортсменами в 12 видах спорту.

## Медалісти
| Медаль | Спортсмен                                                      | Вид                 | Дисципліна           |
| ------ | -------------------------------------------------------------- | ------------------- | -------------------- |
| Золото | Міхаела Дорфмайстер                                            | гірськолижний спорт | швидкісний спуск     |
| Золото | Міхаела Дорфмайстер                                            | гірськолижний спорт | супергігант          |
| Золото | Беньямін Райх                                                  | гірськолижний спорт | гігантський слалом   |
| Золото | Беньямін Райх                                                  | гірськолижний спорт | слалом               |
| Золото | Андреас Лінгер Вольфганг Лінгер                                | санний спорт        | двійки               |
| Золото | Крістоф Білер Фелікс Готтвальд Міхаель Грубер Маріо Штехер     | лижне двоборство    | командний спринт     |
| Золото | Фелікс Готтвальд                                               | лижне двоборство    | спринт               |
| Золото | Томас Моргенштерн                                              | стрибки з трамліна  | великий трамплін     |
| Золото | Томас Моргенштерн Мартін Кох Андреас Кофлер Андреас Відгельцль | стрибки з трамліна  | командні             |
| Срібло | Райнфрід Гербст                                                | гірськолижний спорт | слалом               |
| Срібло | Ніколь Госп                                                    | гірськолижний спорт | слалом               |
| Срібло | Германн Маєр                                                   | гірськолижний спорт | супергігант          |
| Срібло | Марліс Шильд                                                   | гірськолижний спорт | комбінація           |
| Срібло | Міхаель Вальхгофер                                             | гірськолижний спорт | швидкісний спуск     |
| Срібло | Фелікс Готтвальд                                               | лижне двоборство    | індивідуальні        |
| Срібло | Андреас Кофлер                                                 | стрибки з трамліна  | великий трамплін     |
| Бронза | Германн Маєр                                                   | гірськолижний спорт | гігантський слалом   |
| Бронза | Александра Майсснітцер                                         | гірськолижний спорт | гігантський слалом   |
| Бронза | Марліс Шильд                                                   | гірськолижний спорт | слалом               |
| Бронза | Райнер Шенфельдер                                              | гірськолижний спорт | комбінація           |
| Бронза | Райнер Шенфельдер                                              | гірськолижний спорт | слалом               |
| Бронза | Михайло Ботвинов                                               | лижний спорт        | 50 км вільним стилем |
| Бронза | Зігфрід Грабнер                                                | сноуборд            | паралельний гігант   |